# جمال زبی
جمال زبی (انگلیسی: Jamel Zabi؛ زادهٔ ۱۹ ژوئن ۱۹۷۵) بازیکن فوتبال اهل تونس بود.
از باشگاه‌هایی که در آن بازی کرده‌است می‌توان به باشگاه فوتبال بنزرتی اشاره کرد.
وی همچنین در تیم ملی فوتبال تونس بازی کرده‌است.